# Carene
Carene (in greco antico: Καρήνη?) era una colonia greca ubicata in Eolide. 

## Storia
Viene citata da Erodoto come una delle città situate nella regione della Misia attraverso la quale passò l'esercito di Serse I nella sua spedizione del 480 a.C. contro la  Grecia, dopo esser passato per Atarneo. Da Carene, l'esercito proseguì la sua marcia nella pianura di Tebe fino ad Adramito e Antandro.